# Nicola Scalzini
Nicola Scalzini (Bussi sul Tirino, 11 giugno 1935) è un economista italiano.
Laureato in scienze politiche e docente universitario, è stato consigliere economico nel 1982 con il governo Spadolini e con Francesco Forte alle Finanze nel governo Fanfani, collaborò negli anni '60 con Giorgio Ruffolo e Paolo Sylos Labini. Già consigliere e consulente economico di Bettino Craxi di cui era responsabile della politica di bilancio e finanza pubblica nel governo Craxi dal 1983 al 1987, è stato sottosegretario di Stato al Lavoro e Previdenza sociale dal 23 gennaio 1995 al 8 marzo 1995 e Sottosegretario di Stato alla Presidenza del Consiglio dei ministri dal 8 marzo 1995 al 16 maggio 1996 nel governo Dini con delega per le aree urbane - Roma capitale e Giubileo del 2000. Ha fondato il CER (Centro Europa Ricerche) di cui era nel consiglio di amministrazione ed ebbe numerosi incarichi nella pubblica amministrazione. Collabora con l'Avanti!.